# Sophia Jobim
Maria Sophia Jobim Magno de Carvalho (Avaré, 19 de setembro de 1904 — Rio de Janeiro, 2 de julho de 1968), nascida Maria Sophia Pinheiro Machado Jobim, melhor conhecida como Sophia Jobim, foi uma museóloga, professora de indumentária, pedagoga, psicóloga, artista e feminista brasileira.

## Biografia

### Família
Nascida em Avaré, no interior de São Paulo, Sophia Jobim era a filha mais velha do gaúcho Francisco Antenor Jobim (1867-1923), juiz de direito em São Paulo, e da paulista Joaquina Rosalina Pinheiro Machado (1879-?). Entre seus vários irmãos, estão o político Danton Jobim e o diplomata José Jobim.
Por parte de pai, Sophia era bisneta do tenente português José Martins da Cruz Jobim (1758-1819), natural de Jovim e patriarca da família Jobim no Brasil. Seu avô materno, o capitão Manoel Gomes Pinheiro Machado (1835-1895), foi tio paterno do senador José Gomes Pinheiro Machado (1851-1915). 
Em Avaré, estudou no Colégio das Freiras Marcelinas, concluindo em seguida o curso normal, na Escola Normal de Itapetininga.
Em 1927, casou-se com o engenheiro Waldemar Magno de Cavalho, com quem não teve filhos.

### Carreira como indumentarista
Foi professora de história na Escola Normal Santos Dumont, em Palmira, Minas Gerais. Mais tarde, lecionou no Instituto Orsina da Fonseca, no Rio de Janeiro e indumentária no Seminário de Arte Dramática do Teatro do Estudante, de Paschoal Carlos Magno. 
Foi no Teatro do Estudante que conheceu Bibi Ferreira, para quem desenhou os figurinos da peça Senhora (1949). Quando o teatro fechou as portas, os alunos convidaram-na para ministrar as aulas de usos e costumes do Conservatório Nacional de Teatro do Ministério da Educação.
Em seus estudos de aperfeiçoamento pedagógico, dedicou-se à psicologia experimental, com ênfase na psicologia do adolescente. 
Fundou, em 1932, o Liceu Império, escola de artes profissionalizante para moças, que veio a se tornar uma das mais conceituadas escolas profissionais no Rio de Janeiro e da qual foi diretora por 22 anos.
Em 1949, Sophia Jobim foi a introdutora do ensino da disciplina de Indumentária Histórica na Escola Nacional de Belas Artes, atualmente um centro da UFRJ. Defendia que o estudo do vestuário era ao mesmo tempo ciência e arte. Em suas aulas, como alternativa à falta de material pedagógico, Sophia apresentava aquarelas de indumentárias clássicas que ela mesma reproduzia.
Estudou e pesquisou indumentária histórica no Victoria and Albert Museum e também na Central School of Art and Design em Londres; no Carnavalet em Paris; no Metropolitan Museum e também na Traphagen School of Fashion, em Nova Iorque; e no Museu Benaki, em Atenas. Estudou arte bizantina no Museu Bizantino de Atenas e arqueologia no Museu do Cairo, no Egito, onde esteve em missão cultural, e temas arqueológicos no Britsh Museum, entre outros.
Ao longo de sua vida colecionou inúmeras peças, constituindo um grande acervo, fundando, em 1960, em sua residência, o Museu de Indumentária Histórica e Antiguidades do Rio de Janeiro, sendo este o primeiro de seu tipo em toda América Latina. Devido ao seu inesperado falecimento, assim levando ao encerramento do museu, parte do acervo foi postumamente doado ao Museu Histórico Nacional, sendo uma das mais importantes coleções de indumentária da América Latina.

### Feminismo
Foi uma das pioneiras na luta dos direitos das mulheres no Brasil, sendo membra e uma das delegadas da Federação pelo progresso feminino, e, em 1947, juntamente com Bertha Lutz e Carolina Tibbets, fundou a primeira sede do Clube Soroptimista no Brasil, em sua residência, sendo uma associação de mulheres que deseja melhorar a condição de vida das mulheres e as suas condições locais de vida, tendo inicialmente 20 membros tais como Anésia Pinheiro Machado, Maria Lenk, entre outras. Sendo presidenta eleita por quatro anos e auxiliando na fundação de outras sedes pelo Brasil e também colaborando com as autoridades constituídas, como a ONU e a UNICEF, para a proteção da maternidade e à infância e com a UNESCO, pela erradicação do analfabetismo. Sendo também presidente da mesa redonda Pan-Americana do Brasil.. Também foi a fundadora da Liga das Mulheres Votantes do Brasil. Participou de associações internacionais de defesa da mulher e representou as brasileiras em vários congressos, como: Congresso da Liga Internacional de Mulheres (Luxemburgo, 1946) Congresso do Conselho Internacional de Mulheres (Atenas, 1951), XVII Congresso da Aliança Internacional de Mulheres (Ceilão, 1955).

### Morte
Já viúva, Sophia Jobim faleceu no Rio de Janeiro em 2 de julho de 1968 no hospital Pedro Ernesto, aos sessenta e dois anos, vitimada por acidente vascular encefálico e embolia pulmonar.

## Livros
Em 2020, o professor Dr. Fausto Viana lançou, pela Universidade de São Paulo (USP) o livro Almanaque da indumentarista Sophia Jobim, um guia de indumentária, moda, reflexões, imagens e anotações pessoais da indumentarista.